# زرده‌چمن
زَرده‌چَمَن (نام علمی: Lamarckia aurea) گیاهی است یک‌ساله که در ایران یک گونه دارد.
زرده‌چمن از راستهٔ چمن‌سانان (Poales)، تیرهٔ گندمیان (یا همان چمنیان، Poaceae) است.
این گیاه در ناحیه مدیترانه کاربرد تزئینی دارد ولی در ایران، اروپا و آمریکا به عنوان علف هرز شناخته می‌شود.
زرده‌چمن در جنوب فارس، بوشهر، هرمزگان و جیرفت، غرب پاکستان، جنوب روسیه و ناحیه مدیترانه می‌روید.